# Variationen über ein Thema von Robert Schumann op. 9

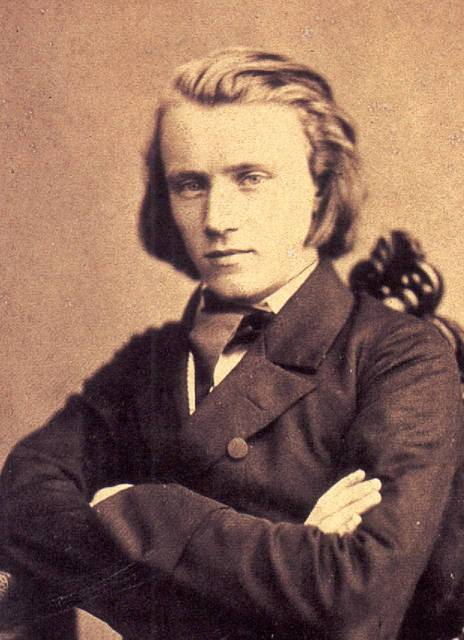
Der junge Johannes Brahms (um 1855)

Die Variationen über ein Thema von Robert Schumann op. 9 sind das erste selbstständige Variationswerk von Johannes Brahms. Er schrieb es von Juni bis August 1854 in Düsseldorf und widmete es Clara Schumann. Als Thema für die 16 Klaviervariationen wählte er das erste der fünf Albumblätter in fis-Moll von Robert Schumann aus dessen Sammlung Bunte Blätter op. 99.
Wie kein anderes Werk stehen die Variationen erkennbar unter dem Einfluss der Schumanns und können als Huldigung verstanden werden.
Während er den Zyklus bei der Drucklegung noch für seine bislang beste Komposition hielt, wurde ihm später deutlich, dass die eingeschlagene Richtung der romantischen Phantasie-Variationen mit den vielen Allusionen und dem poetischen Zugang für ihn nicht mehr in Frage kam.

## Clara und Robert Schumann
Die Bezüge ergeben sich bereits aus Hinweisen im Autograph. Die Überschrift „Kleine Variationen über ein Thema von ihm./ Ihr zugeeignet“ spielt auf ein Werk Clara Schumanns an, in dem sie dasselbe Thema verwendet. Ihr Mann wurde bereits in der Heilanstalt behandelt, als Brahms auf ihre Variationen für das Pianoforte über ein Thema von Robert Schumann IHM gewidmet, op. 20 reagierte, in denen sie das Bunte Blätter – Albumblätter I Ziemlich langsam aufgegriffen hatte und die als Geburtstagsgeschenk zum 8. Juni 1853 vorgesehen waren. Ihre und Brahms’ Variationen wurden 1854 zur gleichen Zeit gedruckt.
Die weitere Anmerkung „Rose und Heliotrop haben geduftet“ bezog sich auf die Variationen X und XI, die er anlässlich des Namenstages von Clara nachträglich komponierte.
Brahms überschrieb die einzelnen Stücke mit den Buchstaben „B“ für Brahms und „Kr“ für „Kreisler“, der literarischen Figur, die den Titel von Schumanns bedeutenden Kreisleriana erklärt. Gleichzeitig unterstrich er einen Kontrast innerhalb der Komposition, der an das Gegensatzpaar Florestan und Eusebius erinnert.

## Zur Musik

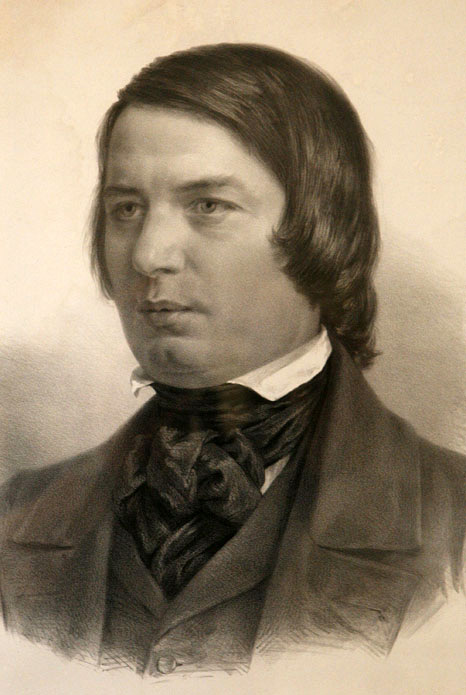
Robert Schumann Zeichnung von Adolph Menzel

Das Werk zeigt eine deutliche Nähe zur Variationstechnik Robert Schumanns, die Brahms später zu überwinden versuchte. Die Schumann-Verwandtschaft ist vor allem in den langsamen Teilen zu erkennen, während die schnellen häufig einen für Brahms bereits typischen Ton anschlagen, der an die Sonaten erinnert.
Der Kontrapunkt und die Dominanz der Basslinie zeigen ebenfalls einen charakteristischen Personalstil an, der sich in vielen anderen Werken wiederfindet.
Brahms hält nicht in allen Variationen am vollständigen Thema fest, sondern löst einzelne Motive heraus. Daneben präsentiert er eine Fülle von Zitaten und Anspielungen. Hierzu gehören die Davidsbündlertänze und der Carnaval ebenso wie die Fantasiestücke und das Impromptu op. 5 von Robert Schumann. Bei vielen Anspielungen handelt es sich eher um satztechnische Parallelen als um direkte Zitate. Mit Ausnahme von fünf Variationen (IX, X, XI, XV und XVI) behält Brahms die Ausgangstonart fis-Moll bei.
In den Variationen I und III legt er die Melodie der Oberstimme in den Bass, während er in den Stücken X und XVI gegenläufig den Bass der Vorlage als Melodie erklingen lässt.
Motivteile wiederum gestaltet er in den Variationen II, IV – VII, XII, XIII: Komprimiert er in der zweiten Variation die Melodie in der Oberstimme so weit, dass sie kaum zu erkennen ist, verteilt er in der siebten Motive auf beide Hände und lässt das Thema in der achten als Kanon in Oktavabstand erscheinen.
In der neunten Variation paraphrasiert er das zweite Albumblatt aus den Bunten Blättern in h-Moll und versteckt das Variationsthema des ersten Albumblatts in den „Stütztönen“ der von beiden Händen zu spielenden „Daumenmelodie.“
Die innige zehnte, sehr komplexe Variation überrascht durch ihre kontrapunktische, äußerst verdichtete Anlage. Brahms verlegt die Basslinie des Themas fis-cis-d-h-cis in den Diskant, lässt die Unterstimme eine Umkehrung des Themas spielen und kombiniert dies mit den Terzen der Mittelstimmen, die das Thema imitieren. Schließlich folgt ein Kanon, und im viertletzten Takt ist ein Zitat des Themas von Clara zu hören, das Schumann für sein Impromptu op. 5 verwendet hatte.
Nach drei schnellen und figurierten Variationen kommt es zu einer schrittweisen Verlangsamung in den drei letzten Stücken, womit Brahms sich von klassischen Traditionen absetzt. In Variation XIV (Andante) erklingt über einer Staccato-Sechzehntelbegleitung ein Kanon im Sekundabstand. In der 15. Variation (Poco Adagio) in Ges-Dur, der einzigen in einer b-Tonart, ertönt das Thema in Bass und Sopran als Kanon im Abstand der Sexte. Seine letzte Variation (Adagio) setzt enharmonisch in Fis-Dur ein. In ihr ist die Melodie nicht mehr zu hören, während die Basslinie erkennbar bleibt.

## Variationskunst
Das Werk gehört tendenziell noch zu den von Schumann geprägten „Phantasie-Variationen“, ein Typus, von dem Brahms sich später schrittweise löste. Während Schumann sich mit stimmungsvollen, mit Motivteilen arbeitenden Charaktervariationen hervorgetan hatte, wollte Brahms sich wieder mehr an Ludwig van Beethoven orientieren und bewegte sich im Laufe seiner künstlerischen Entwicklung von den Motiv- zu den Harmonie-orientierten Variationen.
Wie selbstkritisch er das eigene Schaffen begleitete und sich von Werken distanzierte, zeigt sich in vielen Briefen. Nachdem die Schumann-Variationen bereits erschienen waren, schrieb er Joseph Joachim, die einzelnen Stücke müssten „strenger, reiner gehalten werden. Die Alten behielten durchweg den Bass des Themas, ihr eigentliches Thema, streng bei. Bei Beethoven ist die Melodie, Harmonie u. der Rhythmus so schön variiert. Ich muß aber manchmal finden, das Neuere (wir Beide!) mehr […] über das Thema wühlen.“
Später bekannte er gegenüber Adolf Schubring, „[…] bei einem Thema zu Variationen bedeutet mir eigentlich, fast, beinahe nur der Baß etwas. Aber dieser ist mir heilig, er ist der feste Grund, auf dem ich dann meine Geschichten baue. Was ich mit der Melodie mache, ist nur Spielerei.“
Sein Schüler, der Komponist Gustav Jenner, bestätigte dies. Brahms habe ihm erklärt, dass der Bass wichtiger als die Melodie sei und ihm gesagt, er könne sein Ziel nur im Auge behalten, „wenn der Bass festliegt, sonst hängen Sie in der Luft.“